# Antilope V
L'Antilope V est un radar embarqué français fabriqué à partir des années 1980 pour l'Armée de l'air fonctionnant sur bande de fréquence J, à l'origine par Électronique Marcel Dassault et Thomson-CSF et actuellement par Thales. Sa masse est de 230 kg.
Il est initialement prévu pour les Mirage 2000N et 2000D. C'est un radar de suivi de terrain doté d'un mode suivi de terrain qui permet la détection du terrain dans le plan vertical à 12 km et le vol en mode automatique ou manuel à 200 pieds (60 m) d'altitude et 600 nœuds (1 110 km/h), cela permet une intrusion dans un système de défense antiaérien en dessous du seuil radar, et de tirer des armes air-sol de précision. Son mode air-air ne permet pas d'engagement hors de portée visuelle.
La version équipant le Mirage 2000D est modifié par rapport à celui du 2000N. En effet, en plus du couloir de navigation de l'avion, deux autres sont surveillés de part et d'autre : cela permet une désignation de biais et un dégagement possible.